# Гура-Веїй (Ясси)
Гура-Веїй (рум. Gura Văii) — село у повіті Ясси в Румунії. Входить до складу комуни Струнга.
Село розташоване на відстані 313 км на північ від Бухареста, 49 км на захід від Ясс.

## Населення
За даними перепису населення 2002 року у селі проживали 87 осіб, усі — румуни. Усі жителі села рідною мовою назвали румунську.